# In God’s Country
«In God’s Country» (с англ. — «В стране Бога», «На земле обетованной») — песня ирландской рок-группы U2, четвёртый сингл из пятого студийного альбома The Joshua Tree. Песня была издана в ноябре 1987 года, исключительно на территории Северной Америки.

## Выпуск
«In God’s Country» была выпущена в качестве сингла на территории Канады и Соединённых Штатов в ноябре 1987 года. Обложка (фотография Антона Корбейна), дизайн конверта (разработанный Стивом Эвериллом), и би-сайды («Bullet the Blue Sky» и «Running to Stand Still») были идентичны тем, которые использовались для ещё одного сингла U2 — «One Tree Hill», изданного только в Новой Зеландии и Австралии. Канадское издание было напечатано на грампластинках (7" и 12") и компакт-кассетах, в то время как американский релиз был ограничен винилом в формате 7".
Сингл достиг 44-й позиции в чарте Billboard и 48-й в британском хит-параде (импорт). Видео на эту песню можно увидеть в фильме Outside it’s America — документальной ленте в которой запечатлены первые несколько недель гастролей группы через американский юго-запад в 1987 году. Возможно, на скромные продажи сингла повлияло то обстоятельство, что оба его би-сайда были треками из альбома The Joshua Tree вместо привычного, нового материала. Клип не был выпущен на MTV и других развлекательных телесетях.
Сокращённая, концертная версия песни, была записана во время Joshua Tree Tour и издана на документальном рок-фильме группы — Rattle and Hum, но её не включили в одноимённый, шестой альбом U2.

## Список композиций
| №  | Название                 | Длительность |
| -- | ------------------------ | ------------ |
| 1. | «In God's Country»       | 2:57         |
| 2. | «Bullet the Blue Sky»    | 4:32         |
| 3. | «Running to Stand Still» | 4:20         |

## Хит-парады
| Год  | Хит-парад                           | Высшая позиция |
| ---- | ----------------------------------- | -------------- |
| 1987 | UK Singles Chart                    | 48             |
| 1987 | US Billboard Hot 100                | 44             |
| 1987 | US Billboard Mainstream Rock Tracks | 6              |
| 1988 | Canada RPM Top 100                  | 25             |